# Consell de Pedagogia
El Consell de Pedagogia fou una destacada institució de la política educativa de la Mancomunitat de Catalunya.

## Inicis
Creat el 1913, sota el guiatge de Josep Puig i Cadafalch responsable de la política cultural i educativa de la Diputació barcelonina i després de la Mancomunitat. Fundat com a Consell d'Investigació Pedagògica, a partir de 1916, es denominà Consell de Pedagogia.
Fou un element clau per l'expansió de l'Escola Nova i els seus plantejaments actius de l'educació com a alternativa a l'escola tradicional, la qual no era capaç de donar resposta a les necessitats i els reptes de la nova societat sorgida amb la industrialització. Una escola diferent per atènyer els objectius de catalanització, reforma social i regeneració a què aspirava el Noucentisme.

## Objectius i realitzacions
El Consell es proposà la creació d'institucions modèliques que servissin de guia i exemple per a la renovació pedagògica. En aquesta línia el 1914 assajà l'aplicació de mètode Montessori a la Casa de Caritat. El mateix any es convertiren en catalanes i renovades les escoles d'aquell centre. El 1915 fundà l'Escola Montessori com a guia per a la divulgació del mètode de la pedagoga italiana. Convertida, anys després, en Escola Graduada de la Mancomunitat.
Gestionà i modernitzà les institucions de formació professional de la Diputació de Barcelona i, més tard, de la Mancomunitat. Una formació tècnica i professional de qualitat era una peça clau en el rellançament de la indústria i l'economia catalanes. Era imprescindible una major capacitació tècnica d'empleats i treballadors a través d'una escola primària de qualitat i una bona formació tècnica professional dels quadres intermedis en una època en què la majoria de les persones feien el mateix ofici tota la vida. Facilitant capacitació per a les noves tecnologies lligades a l'electricitat i els nous mitjans de comunicació o per racionalitzar i modernitzar la producció agrària i ramadera. La Universitat Industrial aplegà més de dos mil alumnes. Menció a part mereix l'Escola del Treball sota la cura de Rafael Campalans.
El segon gran objectiu del Consell de Pedagogia era assolir un ensenyament bàsic de qualitat, conjuntament amb la presència de la llengua catalana a l'escola. Malgrat que no es tenien competències en aquest camp, calia emprendre la reforma de l'escola a través del canvi copernicà que proposava el moviment de la pedagogia activa. Es plantejà una actuació en tres grans camps:
-La formació i el reciclatge dels mestres.
-Difondre l'Escola Nova i els seus mètodes.
-Promocionar edificis escolars funcionals i bells que siguin en si mateixos un element d'educació. En aquest sentit, impulsà la construcció d'unes escoles model.
Al capdavant del Consell es va situar a Eladi Homs, qui s'havia format als Estats Units becat per l'Ajuntament de Barcelona. Allà entrà en contacte amb el mestratge de John Dewey. Posteriorment, des del 1916, fou secretari general Alexandre Galí, una de les personalitats més rellevants de la pedagogia catalana del seu temps.
Entre els elements de difusió de l'educació activa cal assenyalar la creació d'una excel·lent biblioteca amb préstec per correu que portava fins als mestres dels pobles més remots la formació teòrica i les propostes pràctiques d'avantguarda. Una iniciativa reclamada des de feia temps pels mestres més inquiets. La biblioteca oferia les principals revistes especialitzades, les obres clàssiques i les darreres monografies sobre pedagogia renovada d'aquí i internacionals. Una proposta molt avançada dins les coordenades de difusió del coneixement de l'època. Així mateix, dues revistes servien aquest objectiu de formació cultural i professional del magisteri. Una, Quaderns d'Estudi, creada el 1915 i dirigida per Eugeni d'Ors. L'altra, el Butlletí dels Mestres que s'inicià el 1922 sota la cura d'Alexandre Galí. Ambdues gratuïtes. També es publicaren multitud d'opuscles adreçats al foment de la cultura popular i l'educació social dins la Col·lecció Minerva.
L'acció més eficient per difondre les idees pedagògiques renovadores fou la creació de l'Escola d'Estiu el 1914, com a curs de formació permanent per a educadors. En aquest sentit, és interessant resseguir l'evolució i actualitat de les temàtiques plantejades al llarg dels anys fins a la seva supressió per la Dictadura de Primo de Rivera. I la seva represa l'any 1930 i la posterior vinculació a l'Escola Normal de la Generalitat. Les Escoles d'Estiu crearen, inicialment, una certa fricció en sectors professionals, però des del 1922 la seva organització es realitzà conjuntament amb la Federació de Mestres Nacionals de Catalunya. Per donar continuïtat durant l'any a la tasca formativa realitzada per l'Escola d'Estiu s'instauraren els Cursos de Vespre,
També el Consell dedicà els seus esforços a la recerca i es creà un Seminari-Laboratori de Pedagogia, vinculat a l'Institut d'Estudis Catalans, que dirigí la mateixa Maria Montessori durant el seu exili barceloní. El mètode Montessori trobà una especial difusió per part del Consell de Pedagogia car oferia una pedagogia científica i una metodologia ben útil per canviar les pautes educatives tradicionals i que educava en valors i conductes en la línia de la societat i la persona a què aspirava en Noucentisme.
El 1920 es reorganitzà el Consell i fou vinculat directament a la Mancomunitat de Catalunya. En aquest moment s'inicien els Estudis Normals que pretenien obrir nous horitzons culturals, tècnics i de normalització lingüística entre el magisteri. També es crearen els Cursos Monogràfics d'Alts Estudis i d'Intercanvi.
Cal esmentar, dins l'obra del Consell, el pla de Biblioteques Populars que eren concebudes, al costat d'una escola de qualitat, com importants agents de cultura popular i educació social.
El 1923 és suprimit el Consell de Pedagogia per la Dictadura de Primo de Rivera dins la seva política de neutralitzar l'obra de la Mancomunitat.

## Publicacions
- DIPUTACIÓ DE BARCELONA. Guia de les institucions científiques i d'ensenyança. Barcelona: Publicacions del Consell de Pedagogia, 1916.
- CONSELL DE PEDAGOGIA. Cursos de vespre i altres cursos especials per a l'any escolar 1916 - 1917. Barcelona: Consell de Pedagogia de la Diputació de Barcelona, 1916.
- CONSELL DE PEDAGOGIA. El Consell de Pedagogia i la seva obra. Barcelona: Neotipia, 1918.
- CONSELL DE PEDAGOGIA. Actes del Consell de Pedagogia 1915 - 1920. Barcelona: Consell de Pedagogia de la Diputació de Barcelona, 1920.
- MANCOMUNITAT DE CATALUNYA. L'obra realitzada. Anys 1914-1923. Barcelona: Mancomunitat de Catalunya, 1923, vol. 1.